# 訃報 2021年4月
訃報 2021年4月（ふほう 2021ねん4がつ）では、2021年4月に物故した、又は物故が報じられた人物について纏める。

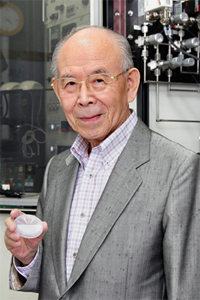
赤﨑勇／4月1日没

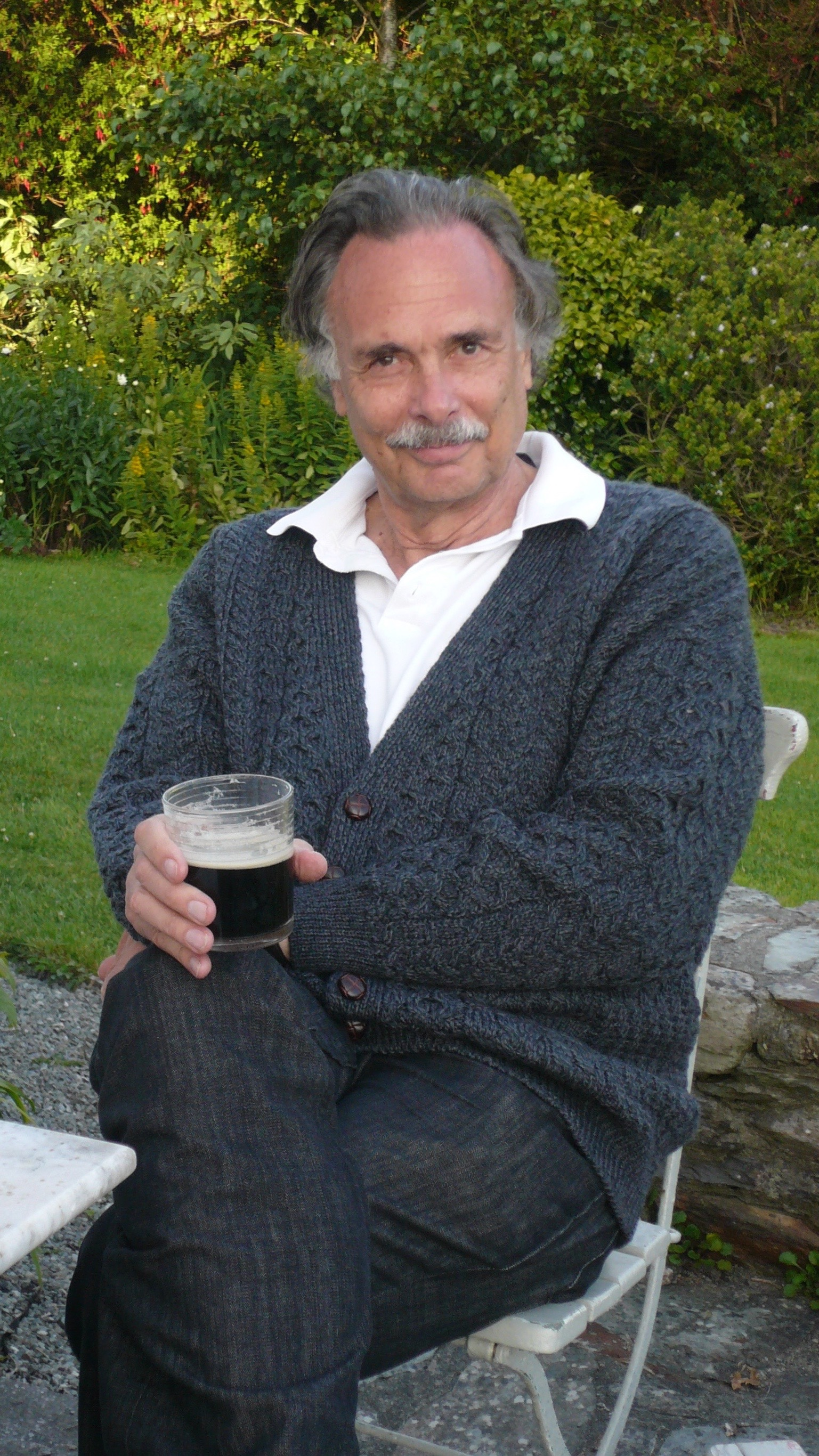
アーサー・コピット／4月2日没

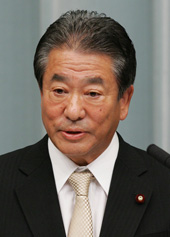
三井辨雄／4月2日没

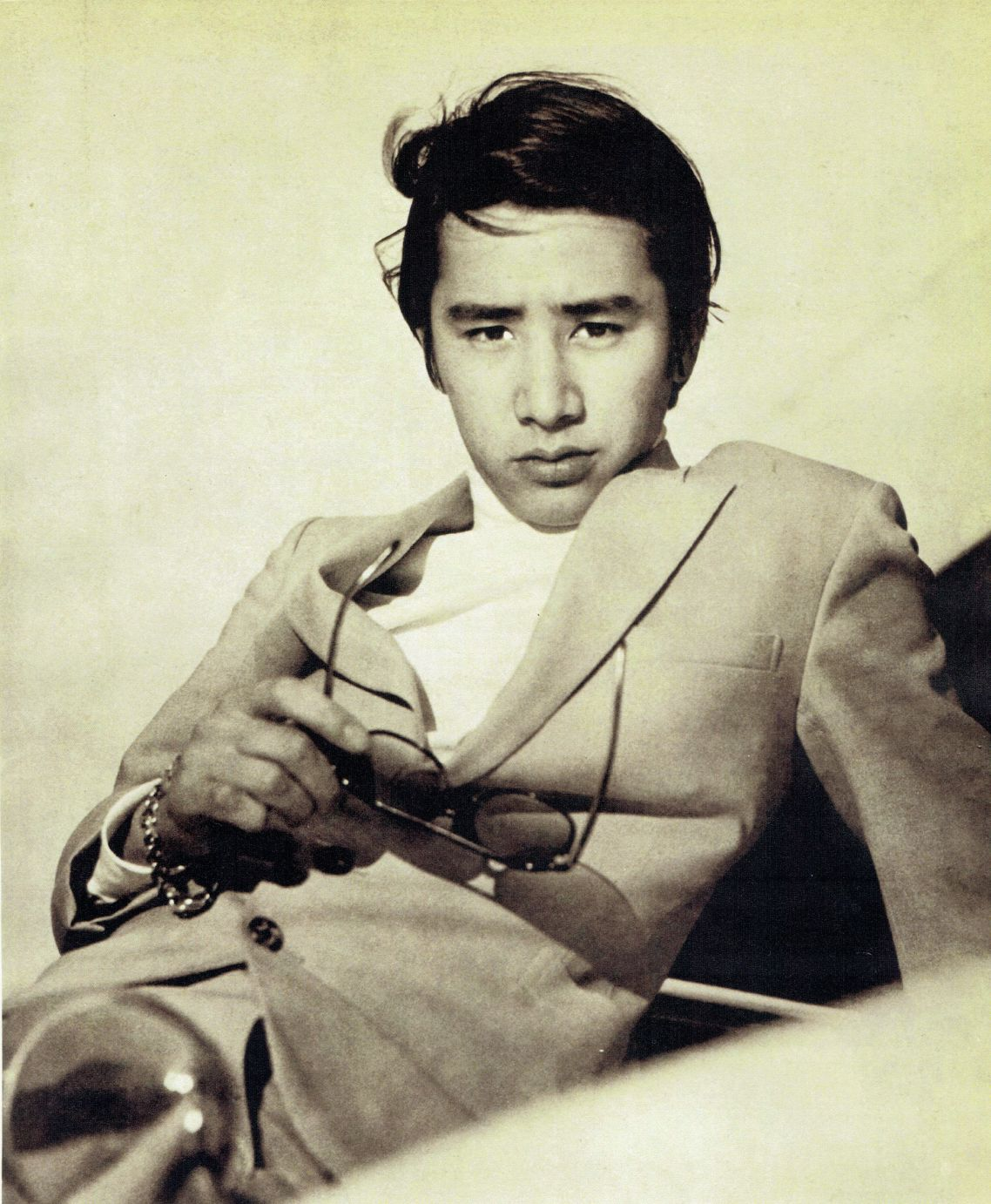
田村正和／4月3日没

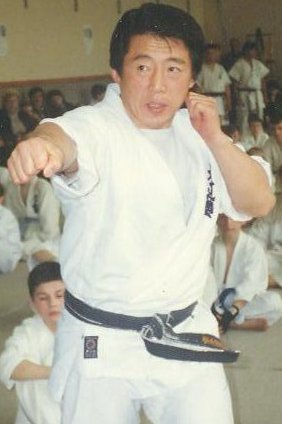
東孝／4月3日没

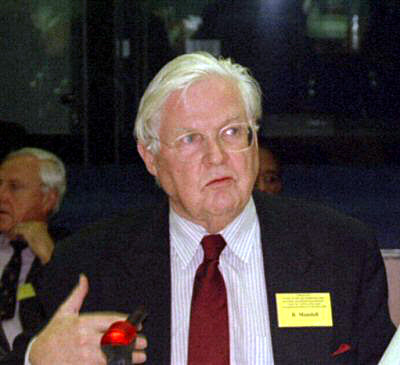
ロバート・マンデル／4月4日没

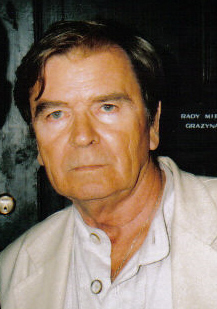
ジグムント・マラノウッツ／4月4日没

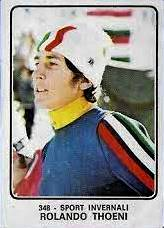
ローランド・トエニ／4月4日没

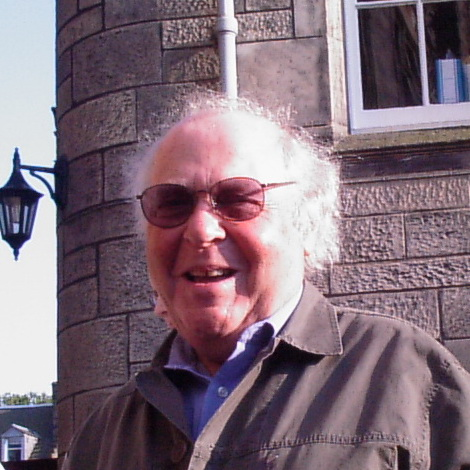
マーシャル・サーリンズ／4月5日没

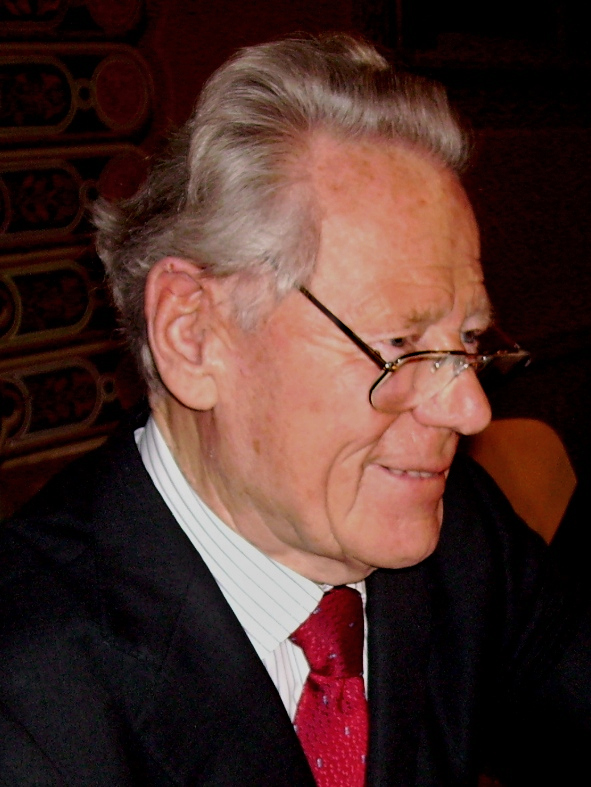
ハンス・キュング／4月6日没

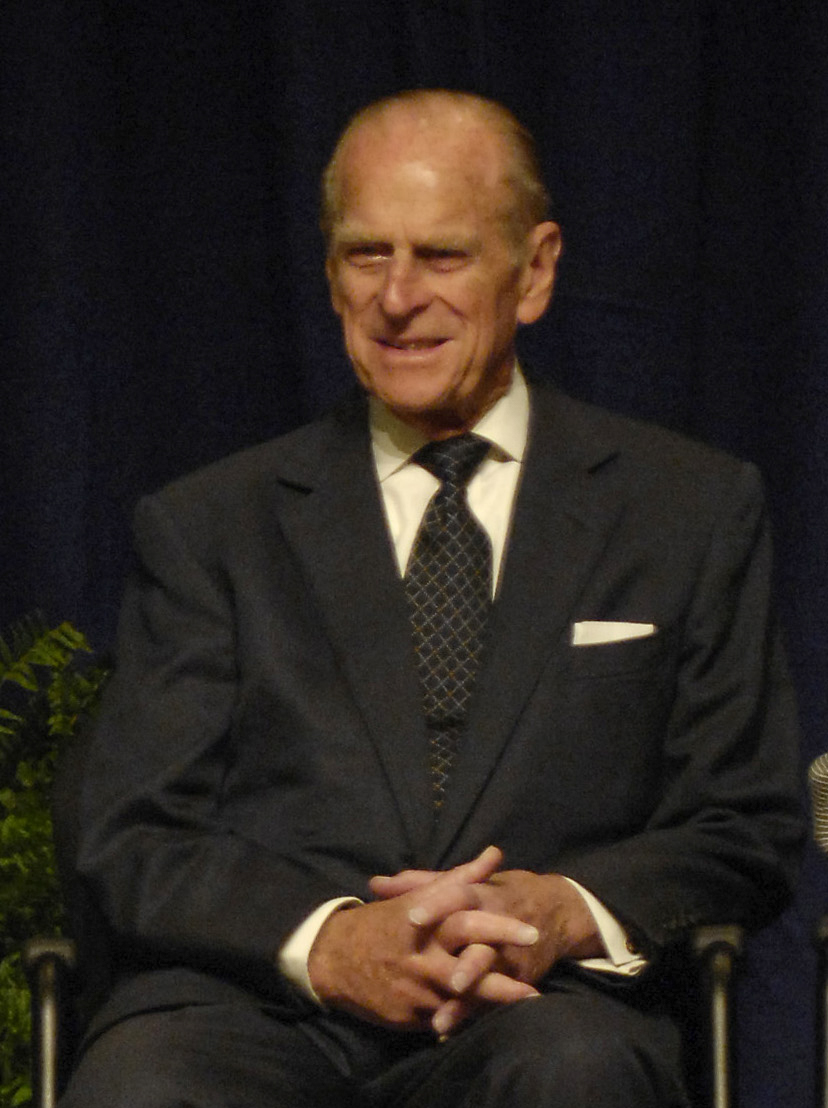
フィリップ／4月9日没

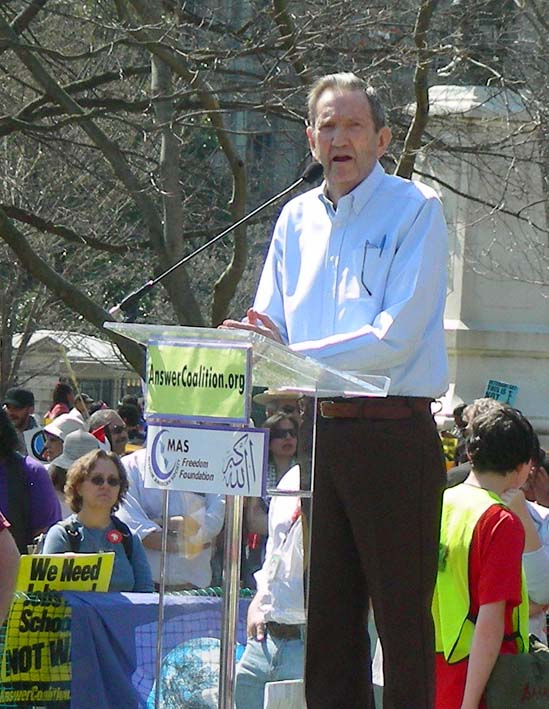
ラムゼイ・クラーク／4月9日没

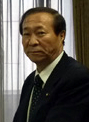
重野安正／4月9日没

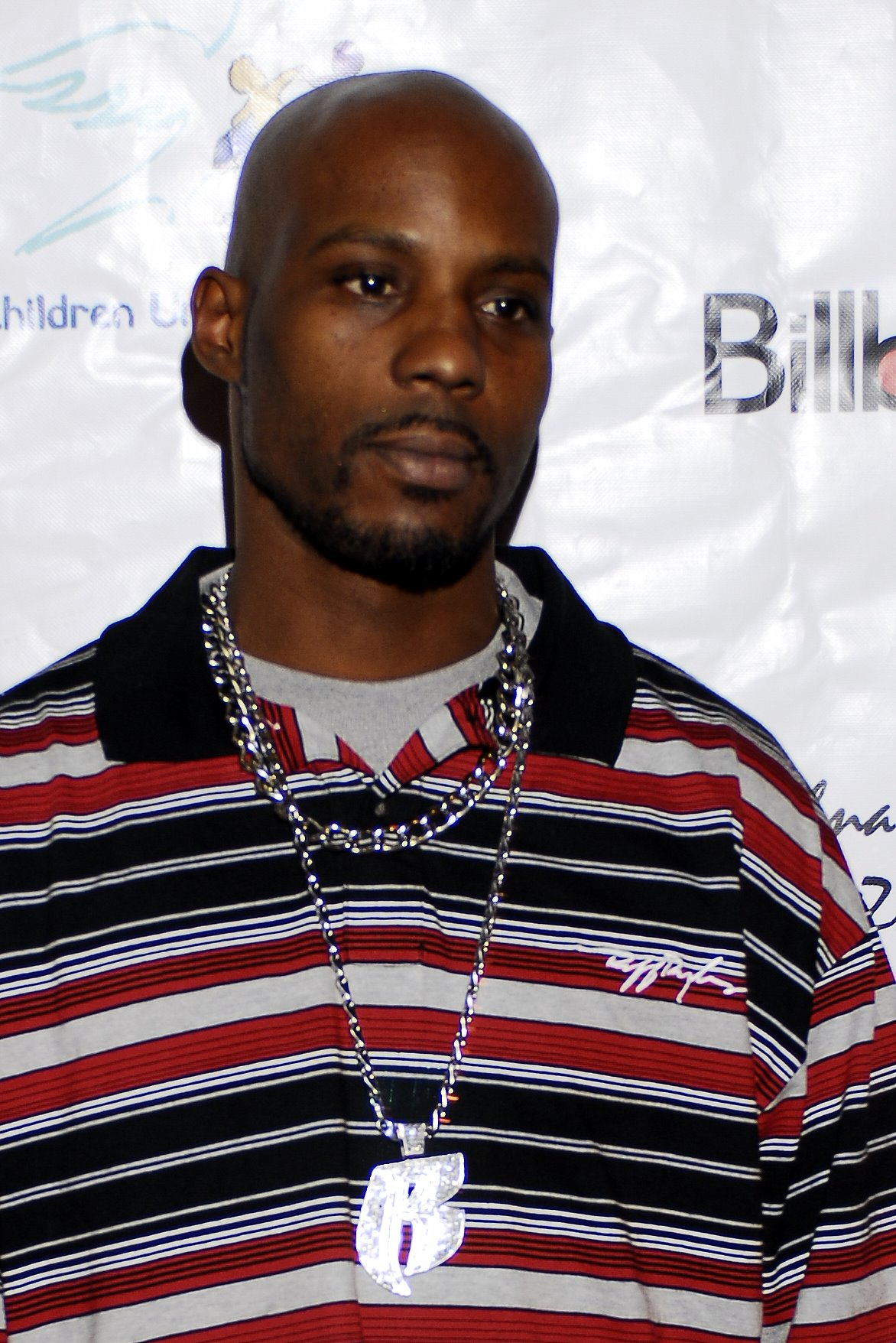
DMX／4月9日没

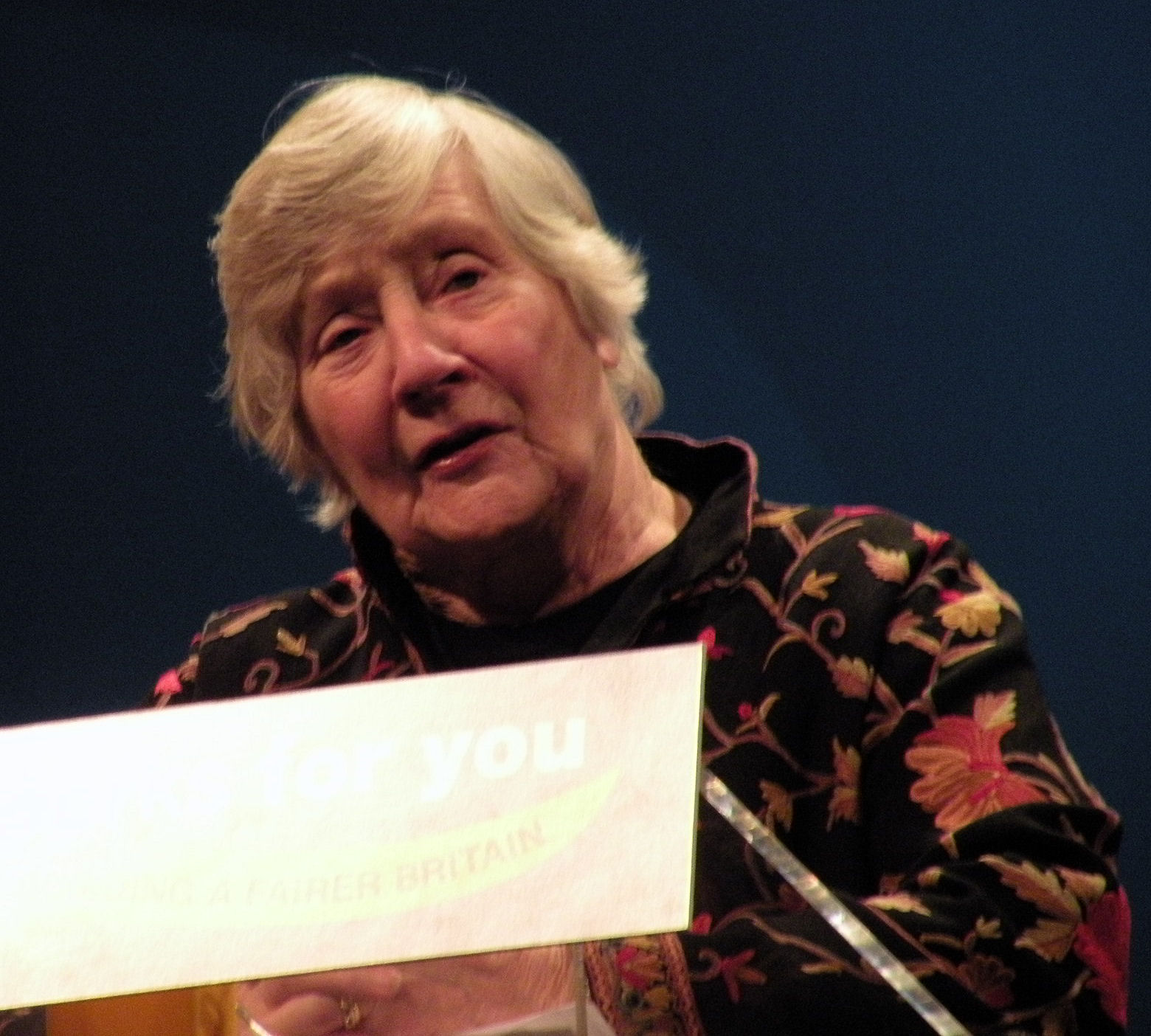
シャーリー・ウィリアムズ／4月12日没

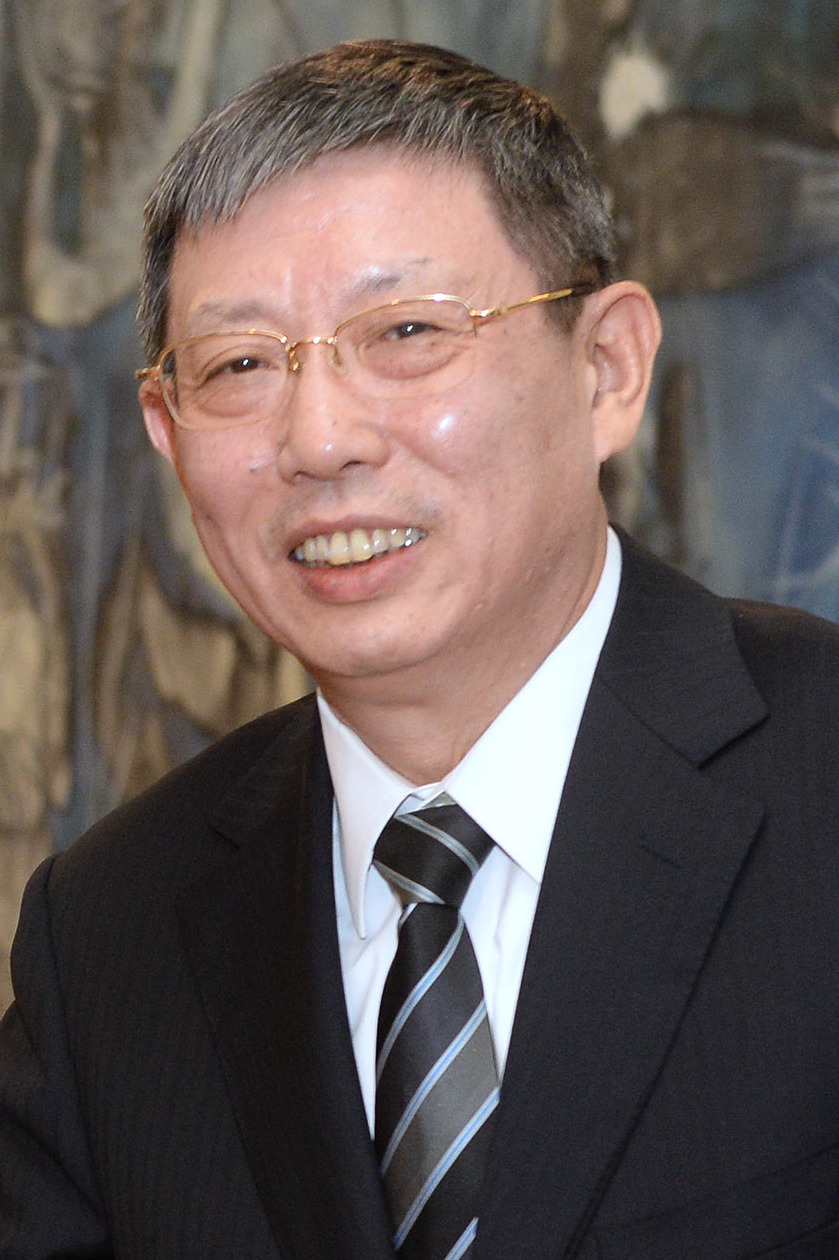
楊雄／4月12日没

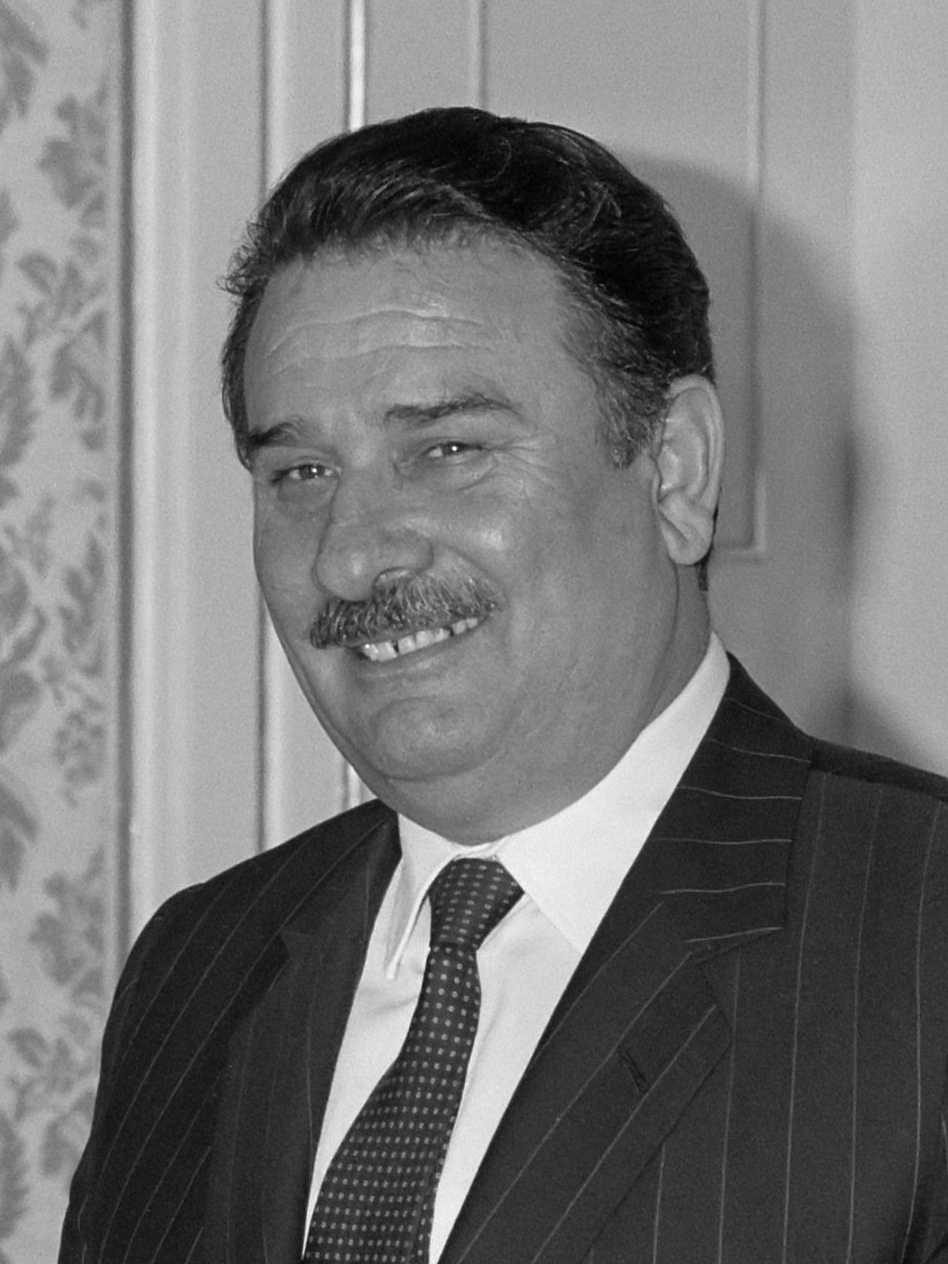
ユルドゥルム・アクブルト／4月14日没

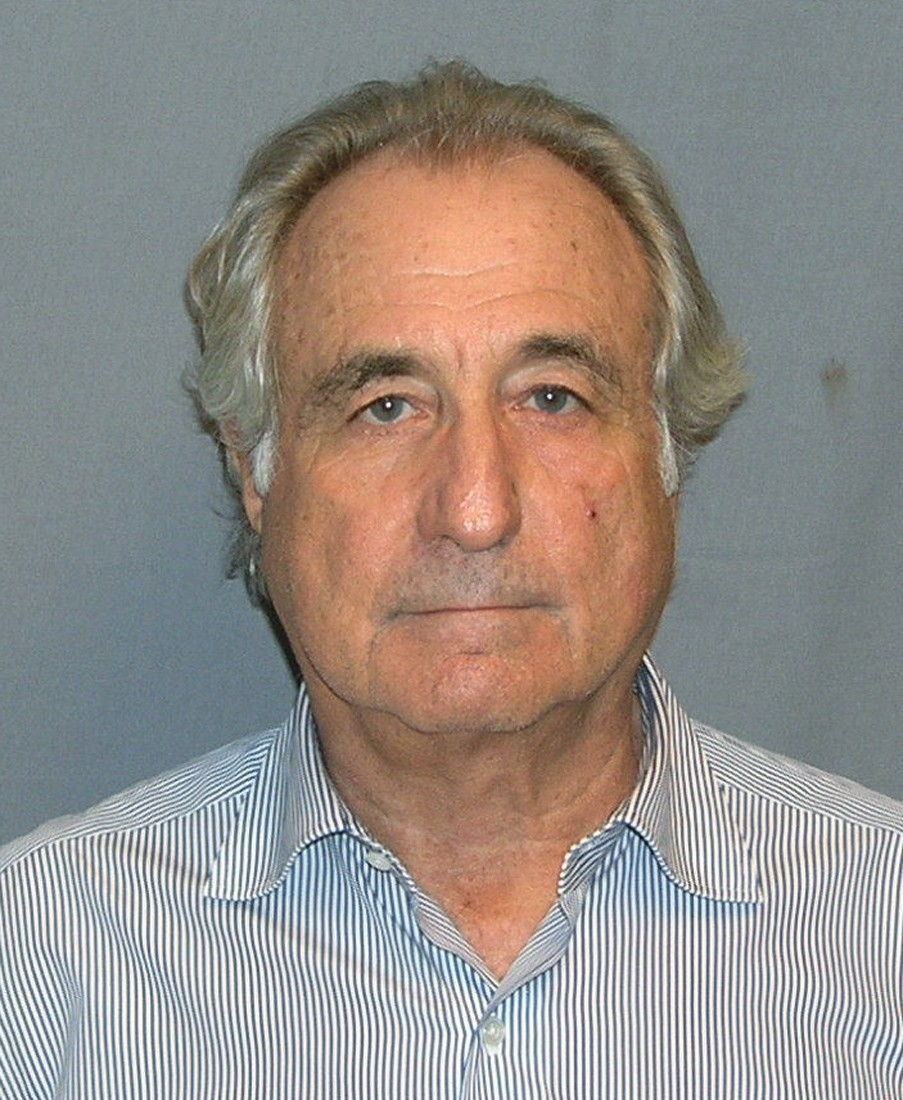
バーナード・L・マドフ／4月14日没

## 1日 - 15日
- 4月1日 - 赤﨑勇、日本の物理学者、文化功労者、名古屋大学名誉教授、名城大学特別栄誉教授、2014年ノーベル物理学賞受賞者（* 1932年）[1]
- 4月1日（訃報発表日） - パトリック・ジュベ（英語版）、スイスの歌手（* 1950年）[2]
- 4月2日 - 本坊雄一、日本の実業家、元南九州コカ・コーラボトリング（現コカ・コーラボトラーズジャパン）社長（* 1931年?）[3]
- 4月2日 - アーサー・コピット、アメリカ合衆国の劇作家（* 1937年）[4]
- 4月2日 - 三井辨雄、日本の政治家、第15代厚生労働大臣、元衆議院議員【民主党などに所属】（* 1942年）[5]
- 4月2日 - B.B.ディッカーソン（英語版）、アメリカ合衆国のベーシスト、歌手、ウォーメンバー（* 1949年）[6]
- 4月2日 - サイモン・ベインブリッジ（英語版）、イギリスの作曲家（* 1952年）[7]
- 4月2日 - クインドン・ターヴァー（英語版）、アメリカ合衆国のR&Bシンガー（* 1982年）[8]
- 4月2日 - 中鉢優香、日本のベーシスト、空手家、こけしDollメンバー、アシュラシンドローム元メンバー（* 1983年）[9]
- 4月3日 - グロリア・ヘンリー（英語版）、アメリカ合衆国の女優（* 1923年）[10]
- 4月3日 - 谷口幸男、日本のドイツ文学研究者、民俗学者、広島大学名誉教授（* 1929年）[11]
- 4月3日 - 三好徹、日本の元新聞記者、ジャーナリスト、推理小説家（* 1931年）[12]
- 4月3日 - 中野稔、日本の光学撮影技師（* 1939年?）[13]
- 4月3日 - 菅井尚則、日本の解剖組織学者、福島県立医科大学名誉教授（* 1940年?）[14]
- 4月3日 - 田村正和、日本の俳優（* 1943年）[15]
- 4月3日 - 東孝、日本の武道家、大道塾空道の創始者（* 1949年）[16]
- 4月4日 - 橋田壽賀子、日本の脚本家（* 1925年）[17]
- 4月4日 - 御木本澄子、日本のピアニスト、実業家、ミキモト名誉会長（* 1925年）[18]
- 4月4日 - ロバート・マンデル、カナダの経済学者、ノーベル経済学賞受賞者（* 1932年）[19]
- 4月4日 - ジグムント・マラノウッツ、ポーランドの俳優（* 1938年）[20]
- 4月4日 - 松久直史、日本の実業家、元日本甜菜製糖会長（* 1938年?）[21]
- 4月4日 - 金寅、大韓民国の囲碁棋士（* 1943年）[22]
- 4月4日 - 相良朋紀、日本の元裁判官、弁護士、元広島高等裁判所長官（* 1945年）[23]
- 4月4日 - ラルフ・シュケット（英語版）、アメリカ合衆国のキーボード奏者、元ユートピアメンバー（* 1948年）[24]
- 4月4日 - ローランド・トエニ、イタリアの元アルペンスキー選手、1972年札幌オリンピックアルペンスキー競技男子回転銅メダリスト（* 1950年）[25]
- 4月4日 - 垣野多鶴、日本の元社会人野球選手・指導者、元NTT東日本硬式野球部監督、2006年アジア競技大会野球日本代表監督（* 1951年）[26]
- 4月5日 - 膳隆造、日本の実業家、元大阪魚市場（現OUGホールディングス）社長（* 1919年?）[27]
- 4月5日 - 鳥越文蔵、日本の国文学者、近世演劇研究者、早稲田大学名誉教授（* 1928年）[28]
- 4月5日 - マーシャル・サーリンズ、アメリカ合衆国の文化人類学者（* 1930年）[29]
- 4月5日 - 萩原弥惣治 - 日本の政治家、元群馬県前橋市長（* 1933年）[30]
- 4月5日 - 高島俊男 - 日本の中国文学者（* 1937年）[31]
- 4月5日 - 大嶋一生 - 日本の政治家、栃木県日光市長（* 1965年）[32]
- 4月5日 - ポール・リッター、イギリスの俳優（* 1966年）[33]
- 4月6日 - ハンス・キュング、スイスのカトリック神学者（* 1928年）[34]
- 4月6日 - 坂口昂吉、日本の西洋史学者、慶應義塾大学名誉教授（* 1931年）[35]
- 4月6日 - 湯沢比呂子、日本の日本文学研究者、岩手大学元教授（* 1939年?）[36]
- 4月6日 - ジャック・ベネノ（英語版）、ドミニカ共和国の元プロレスラー、政治家（* 1942年）[37]
- 4月6日 - 柴田徳文、日本の政治学者、学校法人国士舘舘長（* 1946年）[38]
- 4月6日 - ウォルター・オルケウィック（英語版）、アメリカ合衆国の俳優（* 1946年）[39]
- 4月7日 - ルドルフ・ケルターボルン（英語版）、スイスの作曲家（* 1931年）[40]
- 4月7日 - 藤賀醇子、日本の声楽家、広島文化学園大学名誉教授（* 1932年）[41]
- 4月7日 - ジェームズ・ハンプトン（英語版）、アメリカ合衆国の俳優（* 1936年）[42]
- 4月7日 - アントニオ・カルペ（英語版）、スペインの元サッカー選手、元同国代表（* 1940年）[43]
- 4月7日 - ビクトル・クレンチョフ（英語版）、ロシアの元重量挙げ選手、1964年東京オリンピックミドル級銀・1968年メキシコシティーオリンピックミドル級金メダリスト（* 1941年）[44]
- 4月7日 - 香川征、日本の医師、徳島大学元学長（* 1944年）[45]
- 4月7日 - トミー・ラウドニキス（英語版）、オーストラリアの元ラグビー選手・指導者、元同国代表（* 1950年）[46]
- 4月7日 - ナムカブアン・ワンジャンノーイ（英語版）、タイ王国の元ムエタイ選手、元WMCライトヘビー級王者（* 1973年）[47]
- 4月8日 - ジョン・ネイスビッツ、アメリカ合衆国の未来学者（* 1929年）[48]
- 4月8日 - コン・フィンドレー（英語版）、アメリカ合衆国の元ボート競技・セーリング競技選手、1956年メルボルン・1964年東京オリンピック舵付きペア金メダリスト（* 1930年）[49]
- 4月8日 - ジョン・ダ・シルバ、ニュージーランドのプロレスラー（* 1934年）[50]
- 4月8日 - 三村昌泰、日本の数学者、広島大学名誉教授（* 1941年）[51]
- 4月8日 - イガリ・ディアナ（ハンガリー語版）、ハンガリーの元射撃競技選手、2004年アテネオリンピック女子スキート金メダリスト（* 1965年）[52]
- 4月8日 - フィリップ・アダムス（英語版）、アメリカ合衆国の元アメリカンフットボール選手（* 1988年）[53]
- 4月9日 - エディンバラ公爵フィリップ王配、イギリスの王族、エリザベス2世女王の王配（* 1921年）[54]
- 4月9日 - ジューン・ニュートン（英語版）、オーストラリア出身の女優、モデル、写真家（* 1923年）[55]
- 4月9日 - ラムゼイ・クラーク、アメリカ合衆国の法律家、政治家、第66代司法長官（* 1927年）[56]
- 4月9日 - 重野安正、日本の政治家、元衆議院議員、元社会民主党幹事長、元大分県議会議員（* 1941年）[57]
- 4月9日 - エッケハルト・ファッサー（英語版）、スイスの元ボブスレー選手、1988年カルガリーオリンピック四人乗り金メダリスト（* 1952年）[58]
- 4月9日 - 桑田茂、日本の実業家、RSKホールディングス・RSK山陽放送社長（* 1952年）[59]
- 4月9日 - DMX、アメリカ合衆国のラップ歌手、俳優（* 1970年）[60]
- 4月10日 - 岡田恵美子、日本の平和活動家（* 1937年）[61]
- 4月10日 - 鶴田哲郎、日本の実業家、元住友不動産副会長（* 1940年）[62]
- 4月10日 - 藤浪芳子、日本の実業家、昭和精機会長（* 1946年）[63]
- 4月11日 - 篠原儀治、日本の風鈴職人、名誉都民（* 1924年）[64]
- 4月11日 - 沢井治郎、日本の実業家、元沢井製薬社長（* 1930年）[65]
- 4月11日 - 渡邊守章、日本の演出家、フランス文学者（* 1933年）[66]
- 4月11日 - 高橋義雄、日本の教育学者、学習院大学元初等科長・名誉教授（* 1934年）[67]
- 4月11日 - ジャンネット・デ・ロッシ、イタリアのメイクアップアーティスト（* 1942年）[68]
- 4月11日 - 土屋春雄、日本のレーシングチーム監督、エンジニア、つちやエンジニアリング創業者（* 1945年）[69]
- 4月11日 - ジョセフ・シラヴォ（英語版）、アメリカ合衆国の俳優（* 1955年）[70]
- 4月11日 - 隆大介、大韓民国・日本の俳優（* 1957年）[71]
- 4月11日 - マッシモ・クッティッタ（英語版）、イタリアの元ラグビー選手・指導者、元同国代表（* 1966年）[72]
- 4月11日 - ダンテ・ライト、アメリカ合衆国の男性（* 2001年?）[73]
- 4月12日 - シャーリー・ウィリアムズ、イギリスの政治家、元下院議員・教育国務長官、社会民主党共同創立者（* 1930年）[74]
- 4月12日 - 川本明、日本の政治家、元佐賀県伊万里市長（* 1935年?）[75]
- 4月12日 - 林博通、日本のコンサートプロモーター、ハヤシインターナショナルプロモーション代表（* 1946年）[76]
- 4月12日 - 楊雄、中華人民共和国の政治家、前上海市長（* 1953年）[77]
- 4月12日 - ルイス・ベゼーハ・ダ・シルバ、ブラジルのサッカー用具管理担当スタッフ（ホペイロ）（* 1955年）[78]
- 4月13日 - 東野利夫、日本の医師、小説家、医学史研究家（* 1926年）[79]
- 4月13日 - 宮島滉、日本の政治家、元参議院議員【自由民主党所属】、元労働政務次官（* 1927年）[80]
- 4月13日 - 榎その、日本の漫画家（* 1927年）[81]
- 4月13日 - 高橋彬、日本の応用解剖学者、筑波大学名誉教授（* 1932年）[82]
- 4月13日 - アメデオ・トンマージ（英語版）、イタリアのジャズピアニスト、作曲家（* 1935年）[83]
- 4月13日 - 村上和雄、日本の分子生物学者、筑波大学名誉教授（* 1936年）[84]
- 4月13日 - 上野佳昭、日本の日本の元サッカー選手・指導者、球団経営者、元栃木SCゼネラルマネージャー（* 1941年）[85]
- 4月13日 - 春風こうた、日本の漫才師（* 1942年）[86]
- 4月13日 - ロッコ・フィリッピーニ（英語版）、スイスのチェリスト（* 1943年）[87]
- 4月13日 - 黒田泰蔵、日本の陶芸家（* 1946年）[88]
- 4月13日 - ジョゼ・カルロス・シアヴィナト（英語版）、ブラジルの政治家、下院議員（* 1954年）[89]
- 4月14日 - 嵩元政秀、日本の考古学者、元沖縄考古学会会長（* 1933年）[90]
- 4月14日 - 岡橋弘忠、日本の囲碁棋士（* 1934年）[91][92]
- 4月14日 - ユルドゥルム・アクブルト、トルコの政治家、第47代首相（* 1935年）[93]
- 4月14日 - バーナード・L・マドフ、アメリカ合衆国の相場師、詐欺師（* 1938年）[94]
- 4月14日 - ラスティー・ヤング（英語版）、アメリカ合衆国のギタリスト、歌手、ソングライター、元ポコメンバー（* 1946年）[95]
- 4月14日 - 高桐唯詩、日本の放送作家（* 1949年）[96]
- 4月14日 - 若松武史、日本の俳優（* 1950年）[97]
- 4月15日 - 秀村選三、日本の日本社会経済史者、九州大学名誉教授（* 1922年）[98]
- 4月15日 - 名川貞郎、日本の俳優（* 1927年）[99]
- 4月15日 - 小崎登明、日本のカトリック修道士（* 1928年）[100]
- 4月15日 - 古川清、日本の宮内庁職員、元東宮大夫（* 1932年）[101]
- 4月15日 - ヴァルタン・グレゴリアン、アメリカ合衆国のイスラーム学者、教育者、ヒューマニスト（* 1934年）[102]
- 4月15日 - 清水邦夫、日本の劇作家、演出家（* 1936年）[103]
- 4月15日 - 塚野宏、日本の実業家、元明治ゴム化成社長（* 1937年?）[104]

## 16日 - 30日

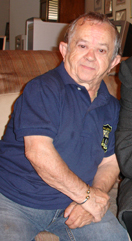
フェリックス・シラ／4月16日没

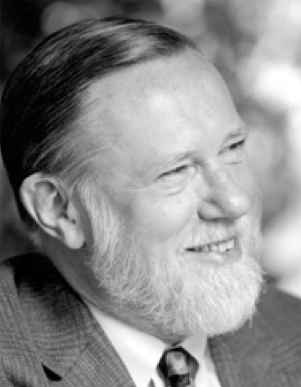
チャールズ・ゲシキ／4月16日没

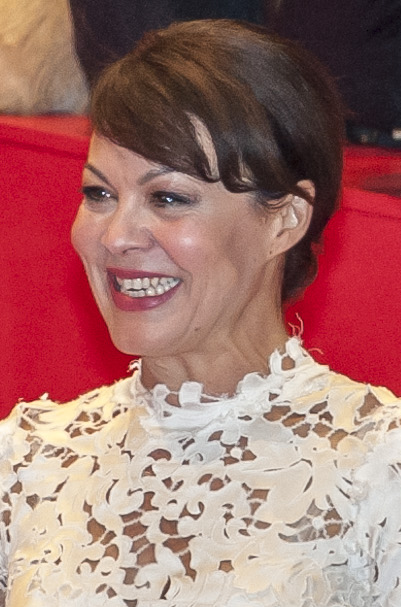
ヘレン・マックロリー／4月16日没

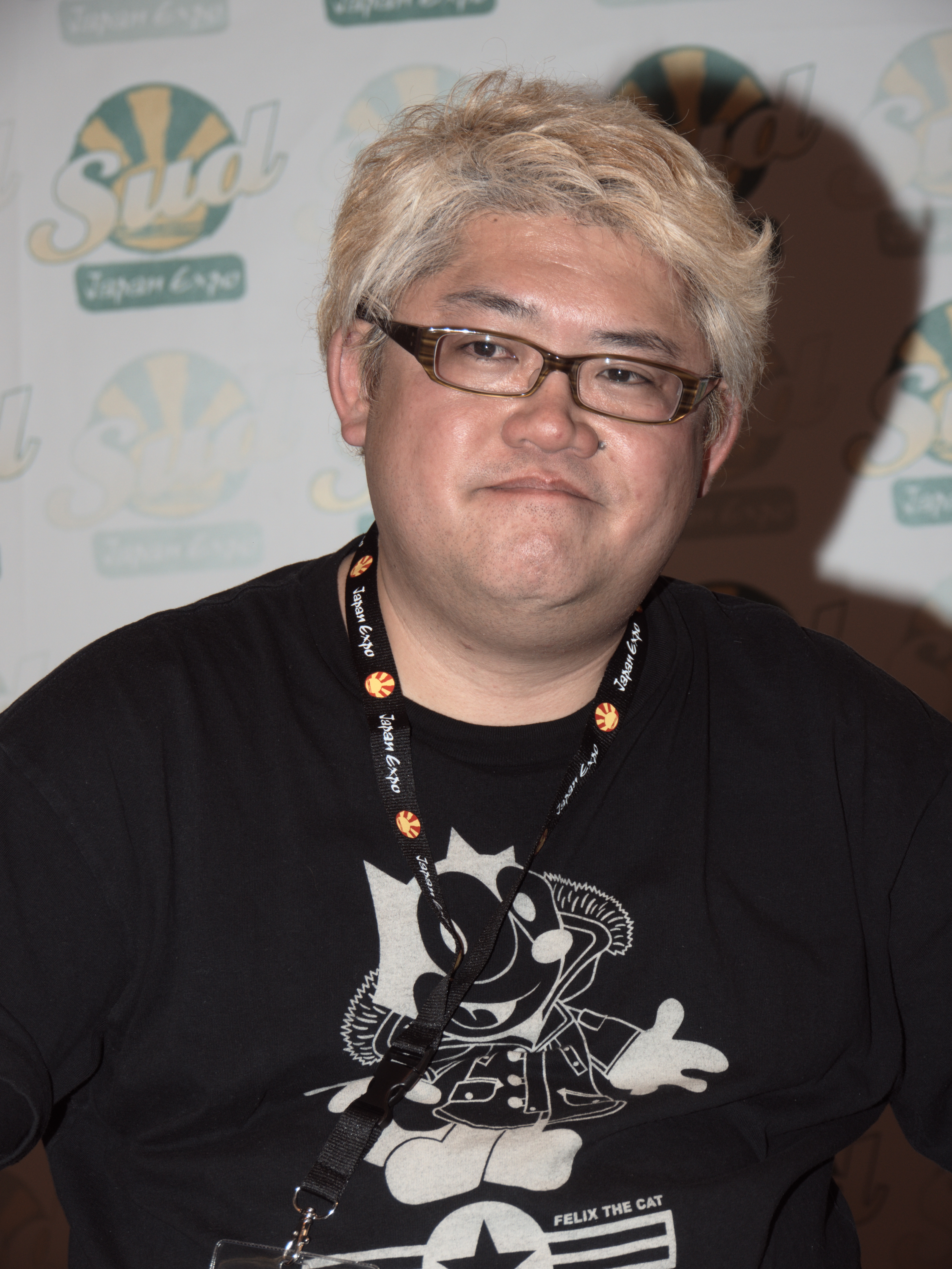
小林治／4月17日没

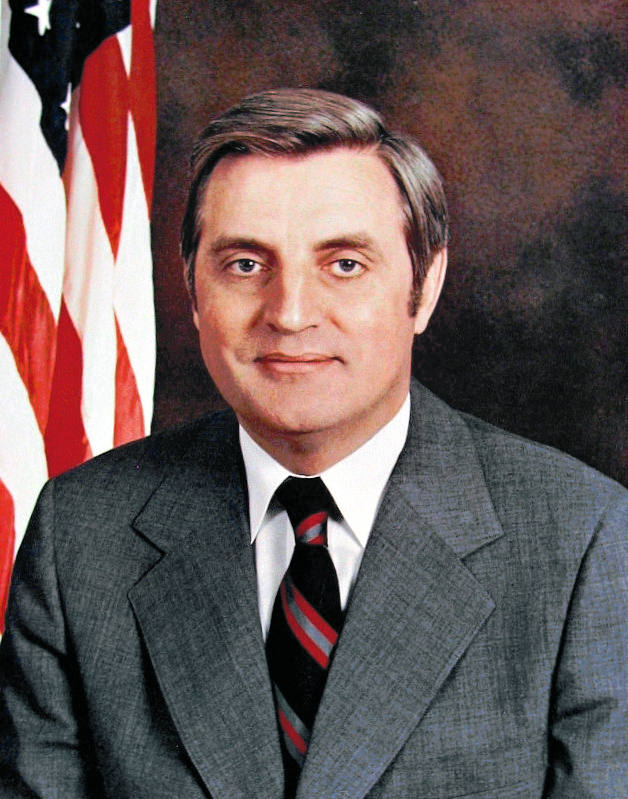
ウォルター・モンデール／4月19日没

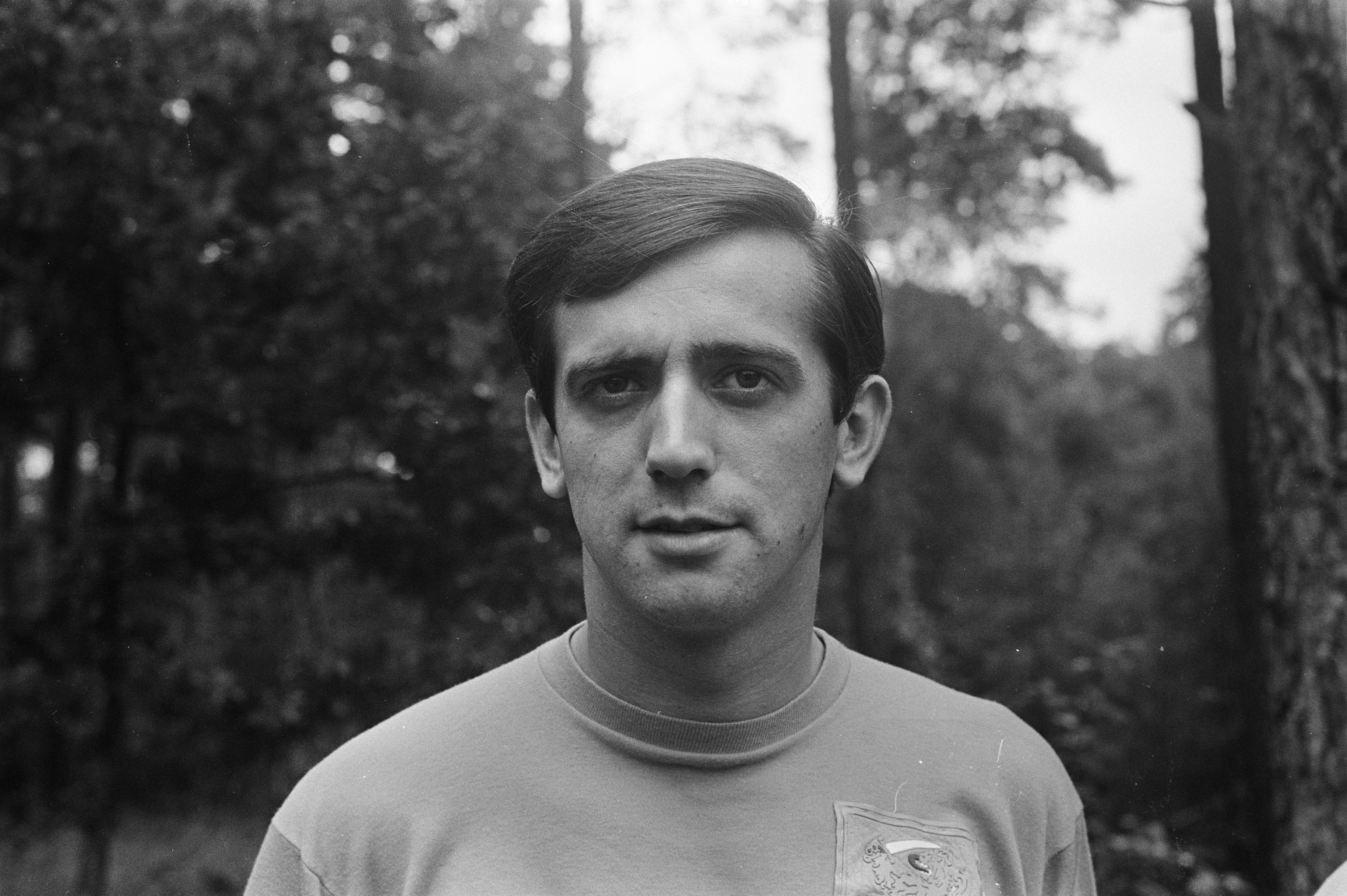
ヴィリー・ファン・デル・カイレン／4月19日没

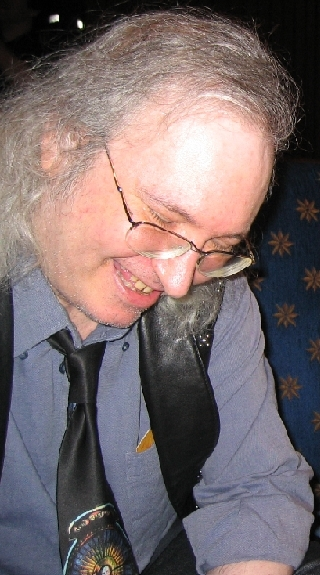
ジム・スタインマン／4月19日没

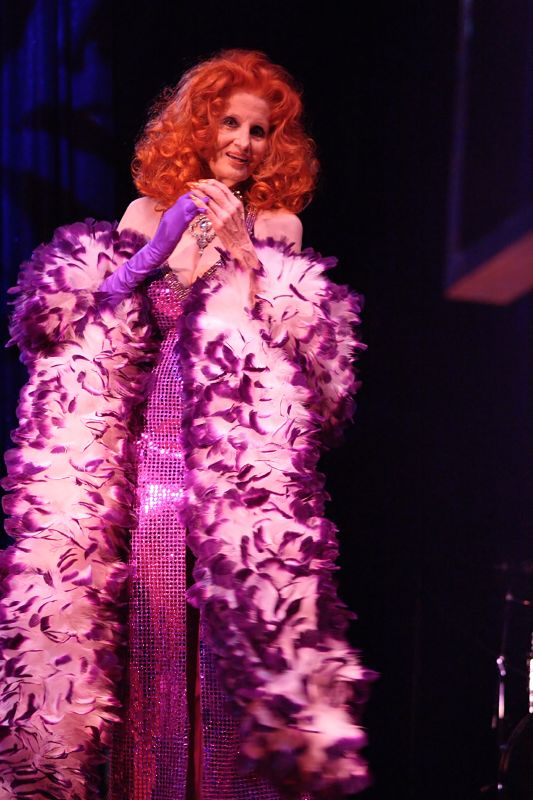
テンペスト・ストーム／4月20日没

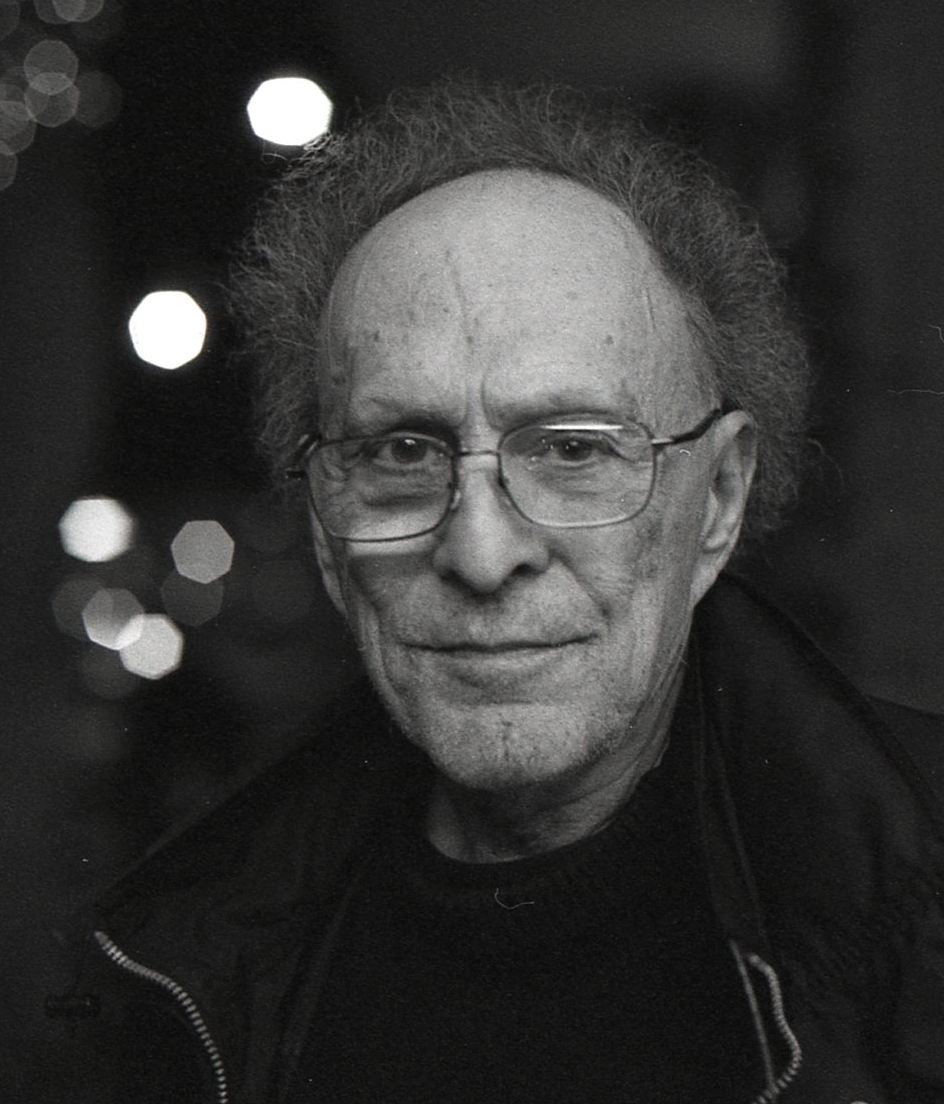
モンテ・ヘルマン／4月20日没

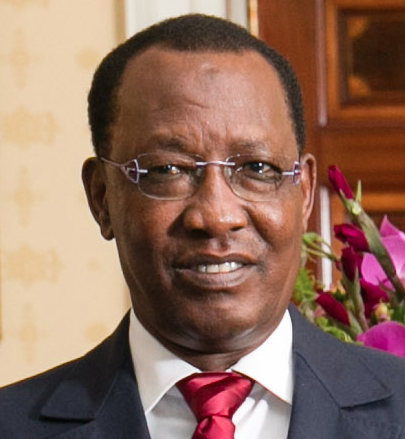
イドリス・デビ／4月20日没

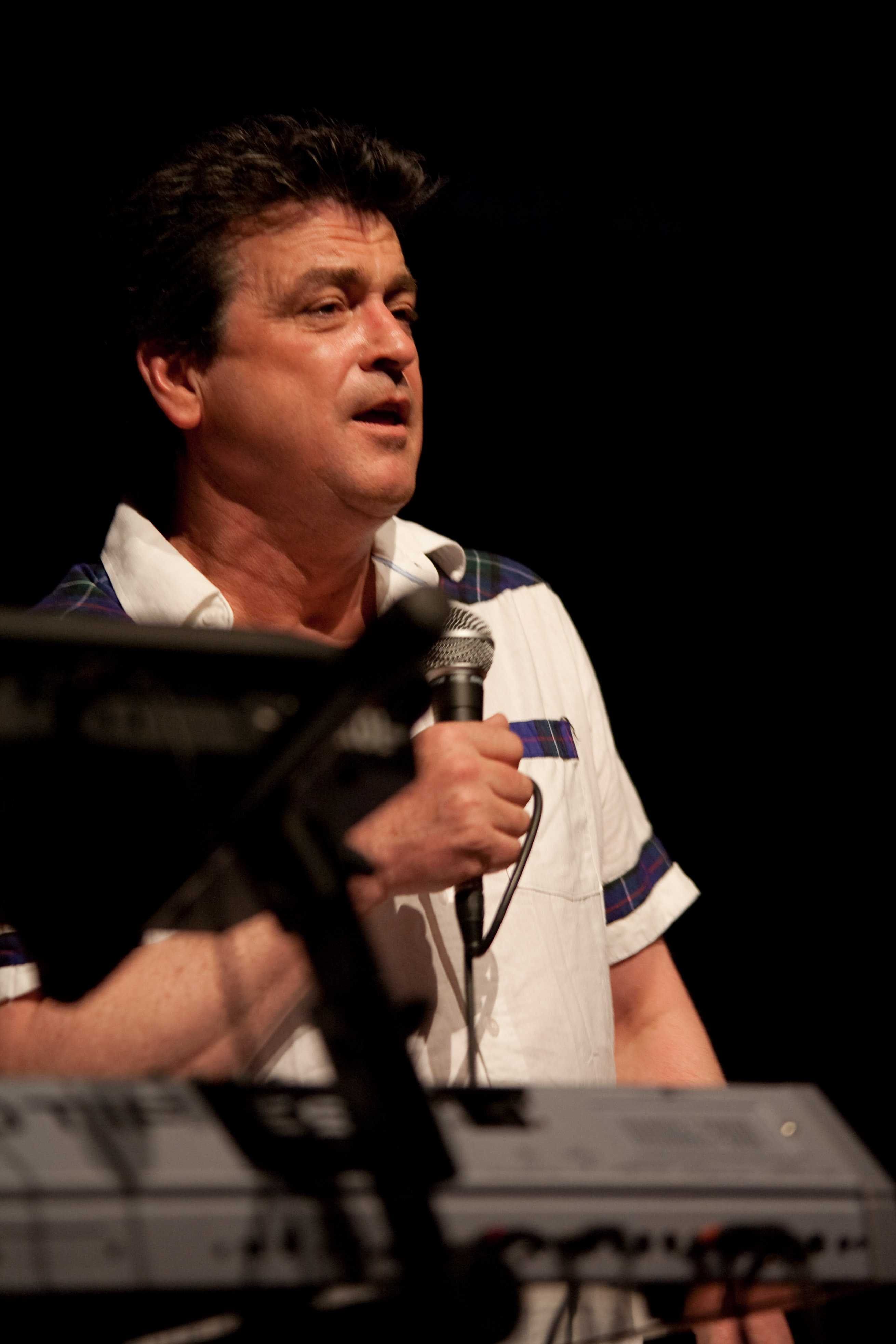
レスリー・マッコーエン／4月20日没

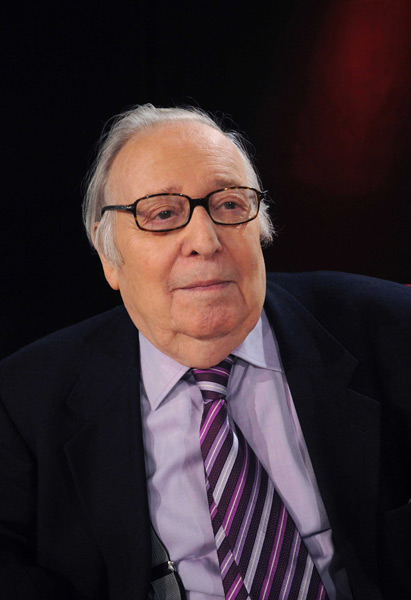
マルク・フェロー／4月21日没

エイドリアン・ギャレット／4月22日没

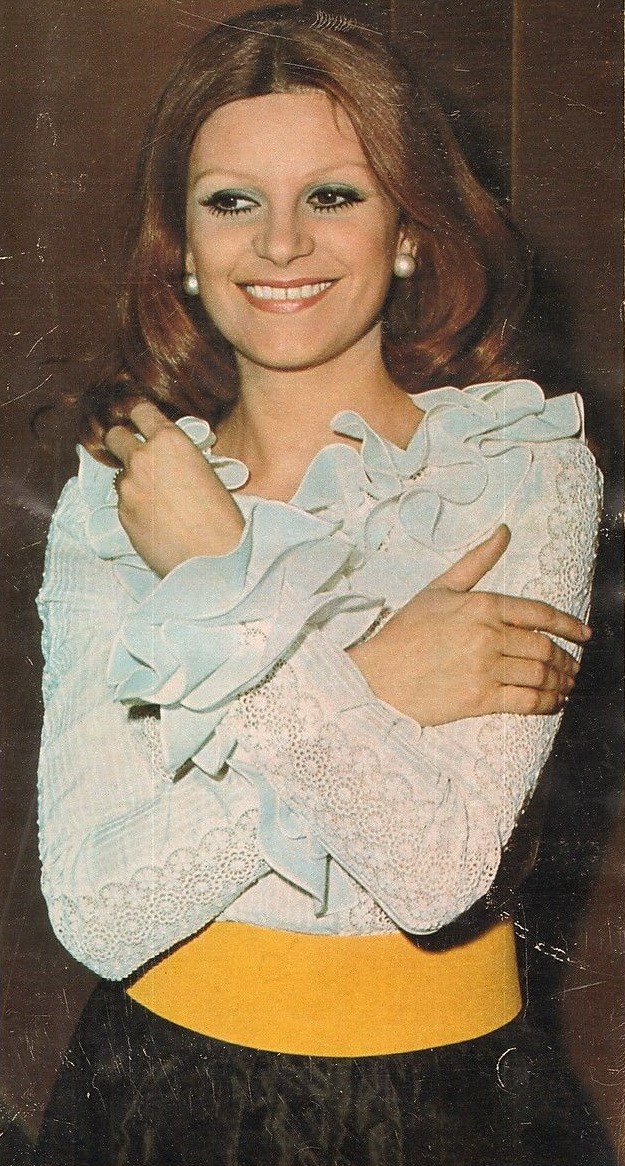
ミルバ／4月23日没

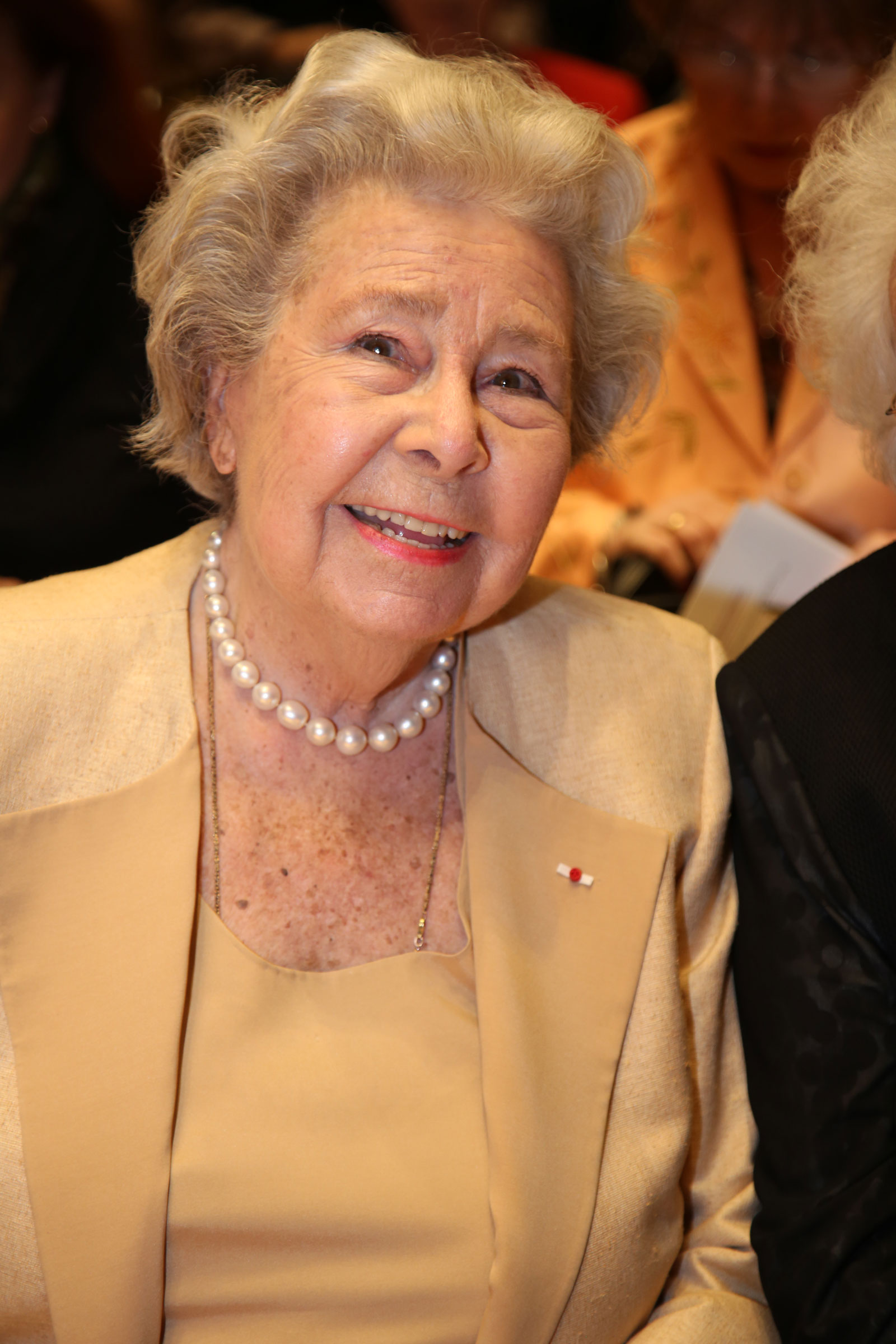
クリスタ・ルートヴィヒ／4月24日没

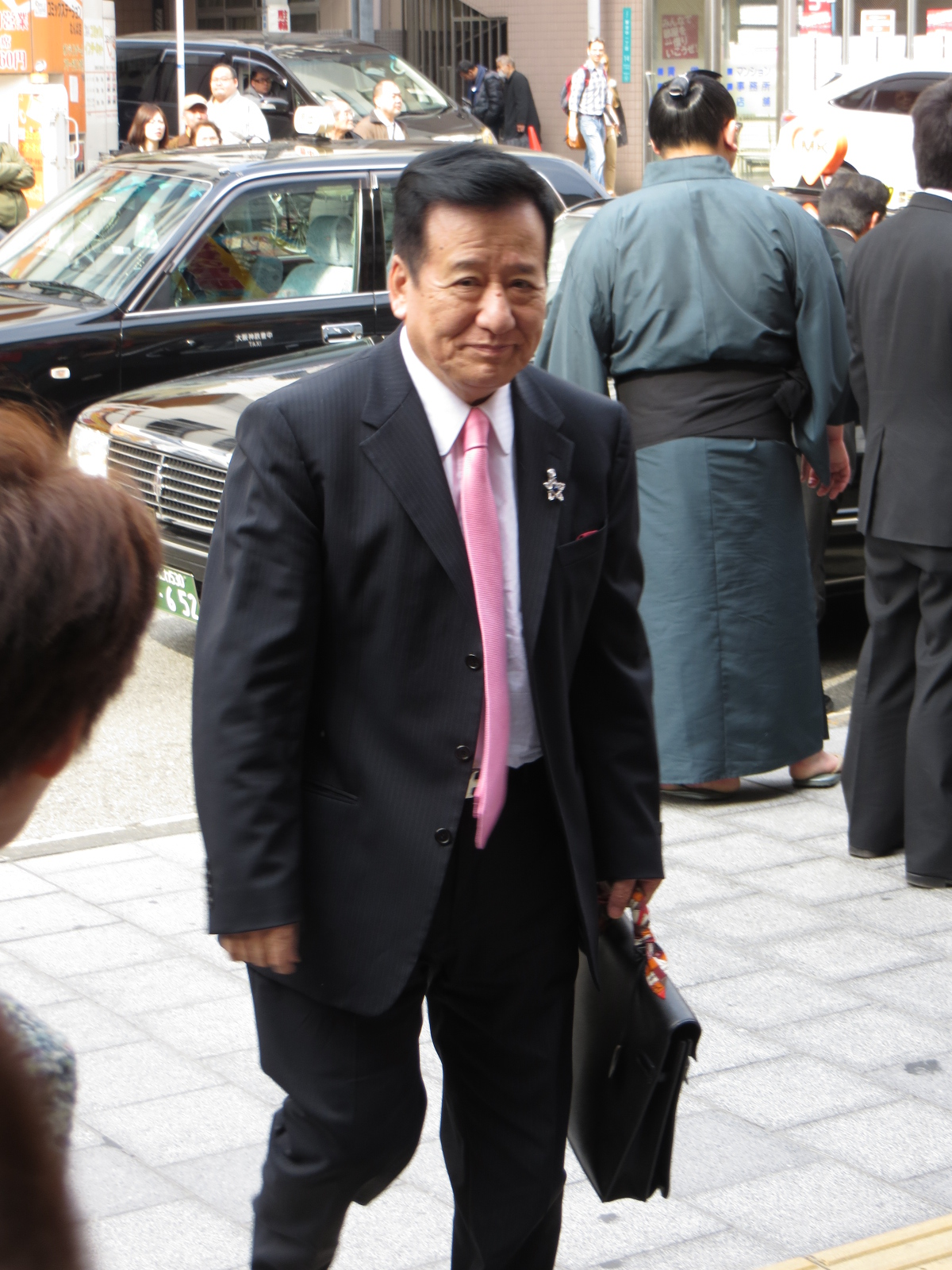
神田川俊郎／4月25日没

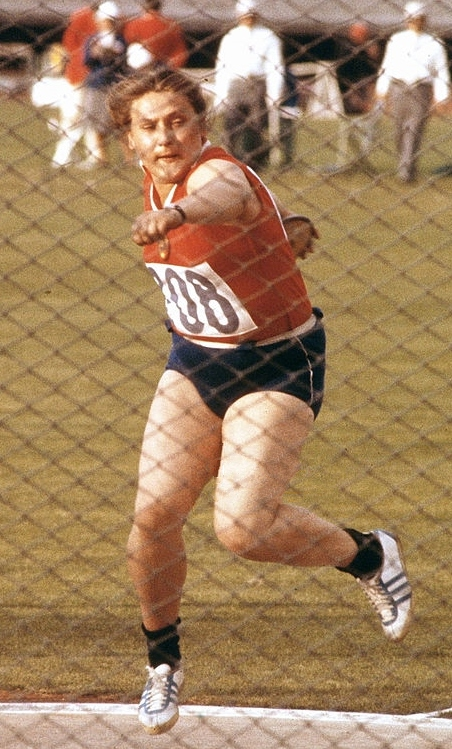
タマラ・プレス／4月26日没

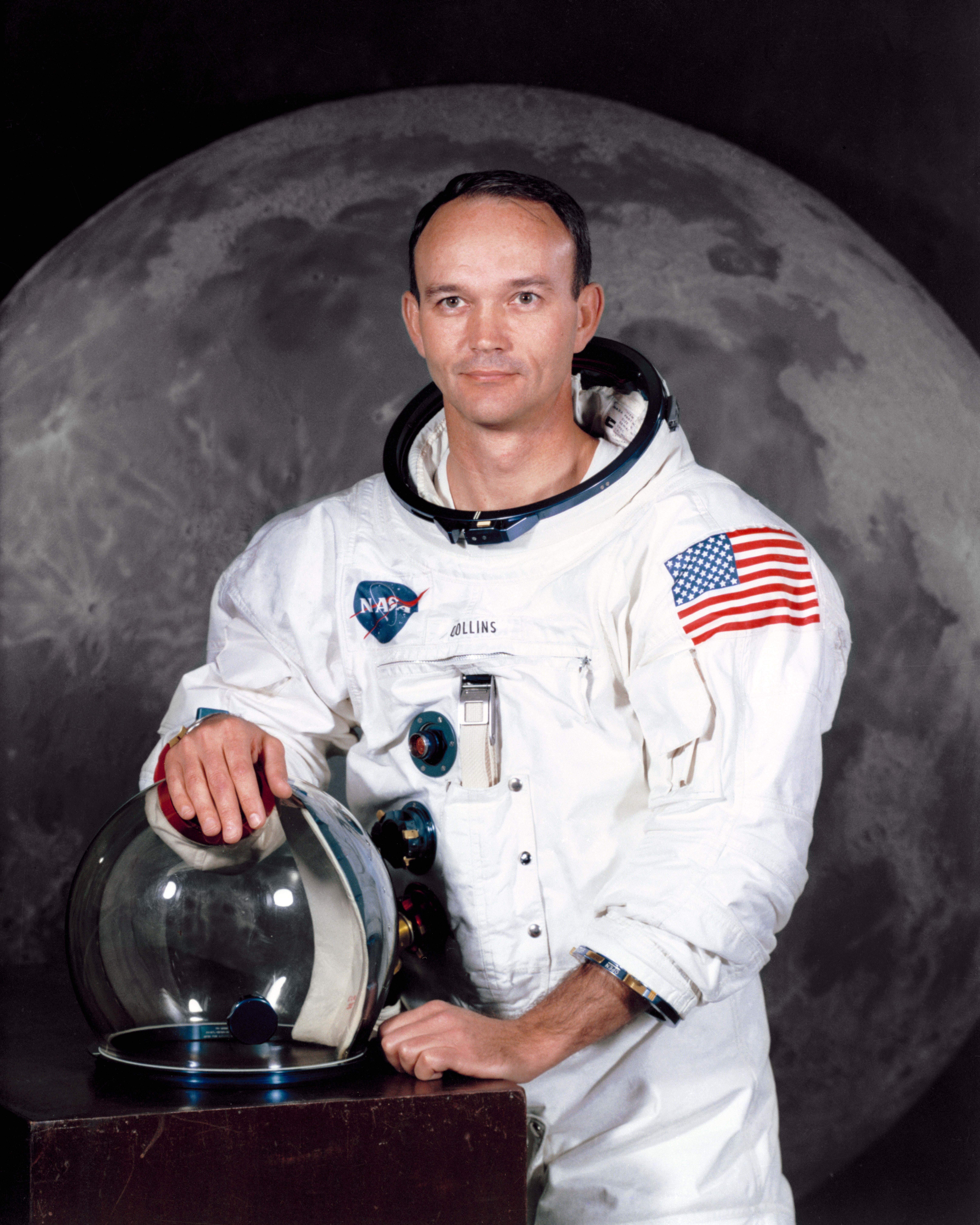
マイケル・コリンズ／4月28日没

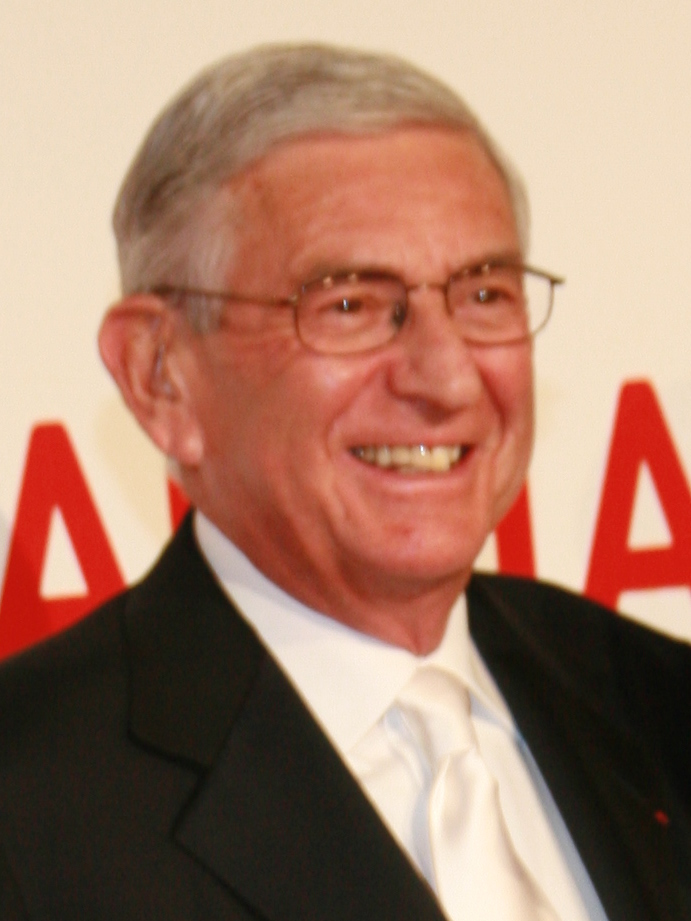
エリ・ブロード／4月30日没

- 4月16日 - 輿寛次郎、日本の実業家、元日本コムシス社長（* 1926年）[105]
- 4月16日 - テレーチク・マリ（ハンガリー語版）、ハンガリーの女優（* 1935年）[106]
- 4月16日 - フェリックス・シラ、アメリカ合衆国の俳優、スタントマン（* 1937年）[107]
- 4月16日 - チャールズ・ゲシキ、アメリカ合衆国の計算機科学者、実業家、アドビシステムズ（現アドビ）共同設立者（* 1939年）[108]
- 4月16日 - 久松文雄、日本の漫画家（* 1943年）[109]
- 4月16日 - マイク・ミッチェル（英語版）、アメリカ合衆国のギタリスト、元ザ・キングスメン（英語版）メンバー（* 1944年）[110]
- 4月16日 - セルゲイ・ノヴィコフ、ロシアの柔道家、1976年モントリオールオリンピック重量級金メダリスト（* 1949年）[111]
- 4月16日 - ヘレン・マックロリー、イギリスの女優（* 1968年）[112]
- 4月16日 - リアム・スカーレット（英語版）、イギリスのバレエ振付師（* 1985年）[113][114]
- 4月17日 - ヘスター・フォード、アメリカ合衆国のスーパーセンテナリアン（* 1904年）[115]
- 4月17日 - ユベール・フォール（フランス語版）、フランスの元軍人、元自由フランス海軍少尉（* 1914年）[116]
- 4月17日 - キム・ウルブン（朝鮮語版）、韓国の女優（* 1926年）[117]
- 4月17日 - 中里友豪、日本の詩人（* 1936年）[118]
- 4月17日 - ルー・ルイス、イギリスのハーモニカ奏者、歌手、元エディ＆ザ・ホット・ロッズ（英語版）メンバー（* 1955年）[119]
- 4月17日 - 小林治、日本のアニメ監督、イラストレーター（* 1964年）[120]
- 4月17日 - ブラック・ロブ、アメリカ合衆国のラッパー（* 1969年）[121]
- 4月17日 - イ・ヒョンベ（朝鮮語版）、韓国のラッパー、45RPM（朝鮮語版）メンバー（* 1973年）[122]
- 4月18日 - 潮平正道、日本の著作家、平和活動家（* 1933年）[123]
- 4月18日 - チャーリー浜、日本のコメディアン、吉本新喜劇座員（* 1943年）[124]
- 4月18日 - ポール・オシャー（英語版）、アメリカ合衆国のブルースミュージシャン（* 1950年）[125]
- 4月18日 - 阪本是丸、日本の歴史学者、神道学者、國學院大學名誉教授（* 1950年）[126]
- 4月19日 - 稲畑勝雄、日本の実業家、元稲畑産業社長（* 1926年）[127]
- 4月19日 - ウォルター・モンデール、アメリカ合衆国の政治家、第42代アメリカ合衆国副大統領、第24代駐日アメリカ合衆国特命全権大使（* 1928年）[128]
- 4月19日 - ヴィリー・ファン・デル・カイレン、オランダの元サッカー選手、元同国代表（* 1946年）[129]
- 4月19日 - ジム・スタインマン、アメリカ合衆国の作曲家、音楽プロデューサー（* 1947年）[130]
- 4月19日 - 川崎隆生、日本の実業家、新聞記者、元西日本新聞社社長（* 1950年）[131]
- 4月19日 - 吉田寛、日本のコピーライター（* 1957年）[132]
- 4月20日 - テンペスト・ストーム、アメリカ合衆国のバーレスクパフォーマー、女優（* 1928年）[133]
- 4月20日 - モンテ・ヘルマン、アメリカ合衆国の映画監督（* 1932年）[134]
- 4月20日 - トム・ロブソン、アメリカ合衆国の元MLB・プロ野球選手・指導者【テキサス・レンジャーズ、南海ホークス、千葉ロッテマリーンズなどに所属】（* 1946年）[135][136]
- 4月20日 - イドリス・デビ、チャド共和国の軍人、政治家、第7代大統領（* 1952年）[137]
- 4月20日 - レスリー・マッコーエン、スコットランドの歌手、ベイ・シティ・ローラーズメンバー（* 1956年）[138]
- 4月20日 - 中島ナオ、日本のファッションデザイナー（* 1982年）[139]
- 4月20日 - マカイア・ブライアント（英語版）、アメリカ合衆国の女性（* 2005年?）[140]
- 4月21日 - マルク・フェロー、フランスの歴史家（* 1924年）[141]
- 4月21日 - ホーコン・ブルースヴェーン（英語版）、ノルウェーの元クロスカントリースキー選手、1960年スコーバレーオリンピック15km金メダリスト（* 1927年）[142]
- 4月21日 - ジョー・ロング（英語版）、アメリカ合衆国のミュージシャン、元フォー・シーズンズメンバー（* 1932年）[143]
- 4月21日 - 若松丈太郎、日本の詩人（* 1935年）[144]
- 4月21日 - 舒乙（中国語版）、中華人民共和国の作家（* 1935年）[145]
- 4月21日 - アルフレド・グラシアーニ（英語版）、アルゼンチンの元サッカー選手（* 1965年）[146]
- 4月22日 - アンソニー・スウェイト（英語版）、イギリスの詩人、批評家（* 1930年）[147]
- 4月22日 - エイドリアン・ギャレット、アメリカ合衆国の元プロ野球選手【アトランタ・ブレーブス、シカゴ・カブス、広島東洋カープなど所属】（* 1943年）[148]
- 4月22日 - ショック・G（英語版）、アメリカ合衆国のラッパー、ソングライター、元デジタル・アンダーグラウンドメンバー（* 1963年）[149]
- 4月22日 - 帯谷信弘、日本の総合格闘家（* 1981年）[150][151]
- 4月23日 - ミルバ、イタリアの歌手、女優（* 1939年）[152]
- 4月23日 - 濱田純、日本の政治家、元高知県南国市長（* 1939年?）[153]
- 4月23日 - レヴィ・フィデリックス（英語版）、ブラジルの政治家、ブラジル労働者刷新党（英語版）党首（* 1951年）[154]
- 4月23日 - マリオ・メオーニ（英語版）、アルゼンチンの政治家、運輸大臣（* 1965年）[155]
- 4月23日 - ダン・カミンスキー（英語版）、アメリカ合衆国のコンピュータセキュリティ研究者（* 1978年?）[156]
- 4月24日 - 木内信夫、日本の川柳家、水彩画家、イラストレーター（* 1923年）[157]
- 4月24日 - クリスタ・ルートヴィヒ、ドイツの声楽家、オペラ歌手（* 1928年）[158]
- 4月24日 - 菊池俊輔、日本の作曲家（* 1931年）[159]
- 4月24日 - 河野洋一郎、日本の俳優（* 1960年）[160]
- 4月24日 - アルベール・エルバス、モロッコ出身のイスラエルのファッションデザイナー（* 1961年）[161]
- 4月25日 - 宇田川芳雄、日本の政治家、元衆議院議員【無所属の会所属】（* 1929年）[162]
- 4月25日 - 李寧煕、日本出身の韓国の作家、元韓国国会議員（* 1931年）[163]
- 4月25日 - 細野邦彦、日本の元テレビプロデューサー、東京メトロポリタンテレビジョン元常務取締役（* 1934年）[164]
- 4月25日 - 乾英文、日本の実業家、元旧乾汽船（現乾汽船）社長（* 1938年?）[165]
- 4月25日 - 神田川俊郎、日本の料理人、料理研究家、実業家、日本料理「神田川本店」店主（* 1939年）[166][167]
- 4月25日 - ジョン・コンラッズ（英語版）、ラトビア出身のオーストラリアの元競泳選手、1960年ローマオリンピック1500m自由形金メダリスト（* 1942年）[168]
- 4月25日 - デニー・フリーマン（英語版）、アメリカ合衆国のブルースミュージシャン（* 1944年）[169]
- 4月25日 - 安江博幸、日本の実業家、安江工務店会長（* 1965年）[170][171]
- 4月26日 - アル・シュミット（英語版）、アメリカ合衆国のレコーディング・エンジニア（* 1930年）[172][173]
- 4月26日 - ディック・マン（英語版）、アメリカ合衆国のオートレーサー（* 1934年）[174]
- 4月26日 - タマラ・プレス、ロシアの元陸上競技選手、1960年ローマオリンピック女子砲丸投げ、1964年東京オリンピック女子砲丸投げ・女子円盤投げ金メダリスト（* 1937年）[175]
- 4月26日 - ジャグディシュ・カッタル（英語版）、インドの実業家、官僚、元マルチ・ウドヨグ社長（* 1942年）[176]
- 4月26日 - 11代目桂小米、日本の落語家（* 1950年）[177]
- 4月26日 - 和泉宏隆、日本のピアニスト・キーボード奏者、元T-SQUAREメンバー（* 1958年）[178]
- 4月27日 - ケン田島、日本のディスクジョッキー、フリーアナウンサー（* 1930年）[179]
- 4月27日 - 鄭鎮奭、韓国のカトリック教会神父、枢機卿、第13代ソウル教区大司教（* 1931年）[180]
- 4月27日 - 山田悦弘、日本の実業家、元白銅社長（* 1935年）[181]
- 4月27日 - コルネリウ・ムルグ（ルーマニア語版）、ルーマニアのテノール歌手（* 1948年）[182]
- 4月27日 - 小口千明、日本の地理学者、筑波大学名誉教授（* 1953年）[183]
- 4月27日 - チョン・ジョンハ（朝鮮語版）、韓国の女優（* 1969年）[184]
- 4月27日 - ダビド・ベリアイン（英語版）、スペインのジャーナリスト、ドキュメンタリー映画監督（* 1977年）[185][186]
- 4月28日 - マイケル・コリンズ、アメリカ合衆国の宇宙飛行士（* 1930年）[187]
- 4月28日 - 馬場孝、日本の元陸上競技選手・指導者、1958年アジア競技大会10000m金メダリスト（* 1938年?）[188]
- 4月28日 - 横手文雄、日本の政治家、元衆議院議員【民社党所属】（* 1935年）[189]
- 4月28日 - フェデリコ・サラス（英語版）、ペルーの政治家、第134代首相、元ワンカベリカ県知事（* 1950年）[190]
- 4月28日 - ジェイソン・マシューズ（英語版）、アメリカ合衆国の元CIA職員、スパイ小説作家（* 1951年）[191]
- 4月28日 - リウヴェ・タミンガ（英語版）、オランダのオルガン奏者、チェンバロ奏者（* 1953年）[192]
- 4月28日（訃報発表日） - アニタ・レイン（英語版）、オーストラリアのシンガーソングライター、元ニック・ケイヴ・アンド・ザ・バッド・シーズ（英語版）メンバー（* 1960年）[193]
- 4月28日 - 星野架名、日本の漫画家（* 1963年または1964年）[194][195]
- 4月28日 - 響龍光稀、日本の大相撲力士（* 1993年）[196]
- 4月29日 - アン・バイデンス（英語版）、ドイツ出身のアメリカ合衆国の映画プロデューサー、慈善活動家、カーク・ダグラス夫人（* 1919年）[197]
- 4月29日 - カジミエシュ・コルト、ポーランドの指揮者（* 1930年）[198]
- 4月29日 - 森田章義、日本の実業家、元トヨタ自動車専務、元愛知製鋼社長（* 1941年）[199]
- 4月29日 - ジョニー・クロフォード（英語版）、アメリカ合衆国の俳優（* 1946年）[200]
- 4月29日 - ジョン・ヒンチ、イギリスのドラマー、元ジューダス・プリーストメンバー（* 1947年）[201]
- 4月29日 - 岡和男、日本の俳優、声優（* 1948年）[202]
- 4月29日 - 柳原正樹、日本のキュレーター、国立美術館理事長、京都国立近代美術館館長（* 1952年）[203]
- 4月29日 - シイウェ・マントフォンビ・ドラミニ・ズールー（英語版）、スワジランド出身の王族、ズールー族暫定女王（* 1953年）[204]
- 4月29日 - 張恩華、中華人民共和国の元サッカー選手・指導者、元同国代表（* 1973年）[205]
- 4月30日 - 中村充、日本の農学者、福井県立大学名誉教授、元水産庁水産工学研究所長（* 1928年）[206]
- 4月30日 - チャンドロ・トマル（英語版）、インドの射撃競技選手（* 1932年）[207]
- 4月30日 - エリ・ブロード、アメリカ合衆国の実業家、美術品収集家、慈善活動家（* 1933年）[208][209]
- 4月30日 - アンソニー・ペイン、イングランドの作曲家（* 1936年）[210]
- 4月30日 - 立花隆、日本のジャーナリスト、ノンフィクション作家、評論家（* 1940年）[211]
- 4月30日 - 川井重勇、日本の政治家、元東京都議会議員、第47代東京都議会議長、元中野区議会議員（* 1947年）[212]
- 4月30日 - コーム・チュアンチューン、タイ王国の俳優、コメディアン (* 1958年) [213][214]

## 没日不明
- 4月 - 桜井堅一朗、日本のアナウンサー、フジテレビジョンプロデューサー（* 1974年）[215]
- 4月中旬以降 - 数原晋、日本のトランペット奏者（* 1946年）[216]